# Fiji
Tôn giáo tại Fiji (2007)
Fiji (/ˈfiːdʒi/ ⓘ FEE-jee; tiếng Fiji: Viti, ˈβitʃi; tiếng Hindi Fiji: फ़िजी, Fijī), tên chính thức là Cộng hòa Fiji (tiếng Anh: Republic of Fiji, tiếng Fiji: Matanitu Tugalala o Viti, tiếng Hindi Fiji: फ़िजी गणराज्य, Fijī Gaṇarājya) là một đảo quốc tại châu Đại Dương, thuộc phía nam Thái Bình Dương, phía đông Vanuatu, phía tây Tonga và phía nam Tuvalu. Đảo quốc này bao gồm 322 đảo. Có 2 đảo chính là Viti Levu và Vanua Levu, chiếm khoảng 87% dân số.

## Lịch sử

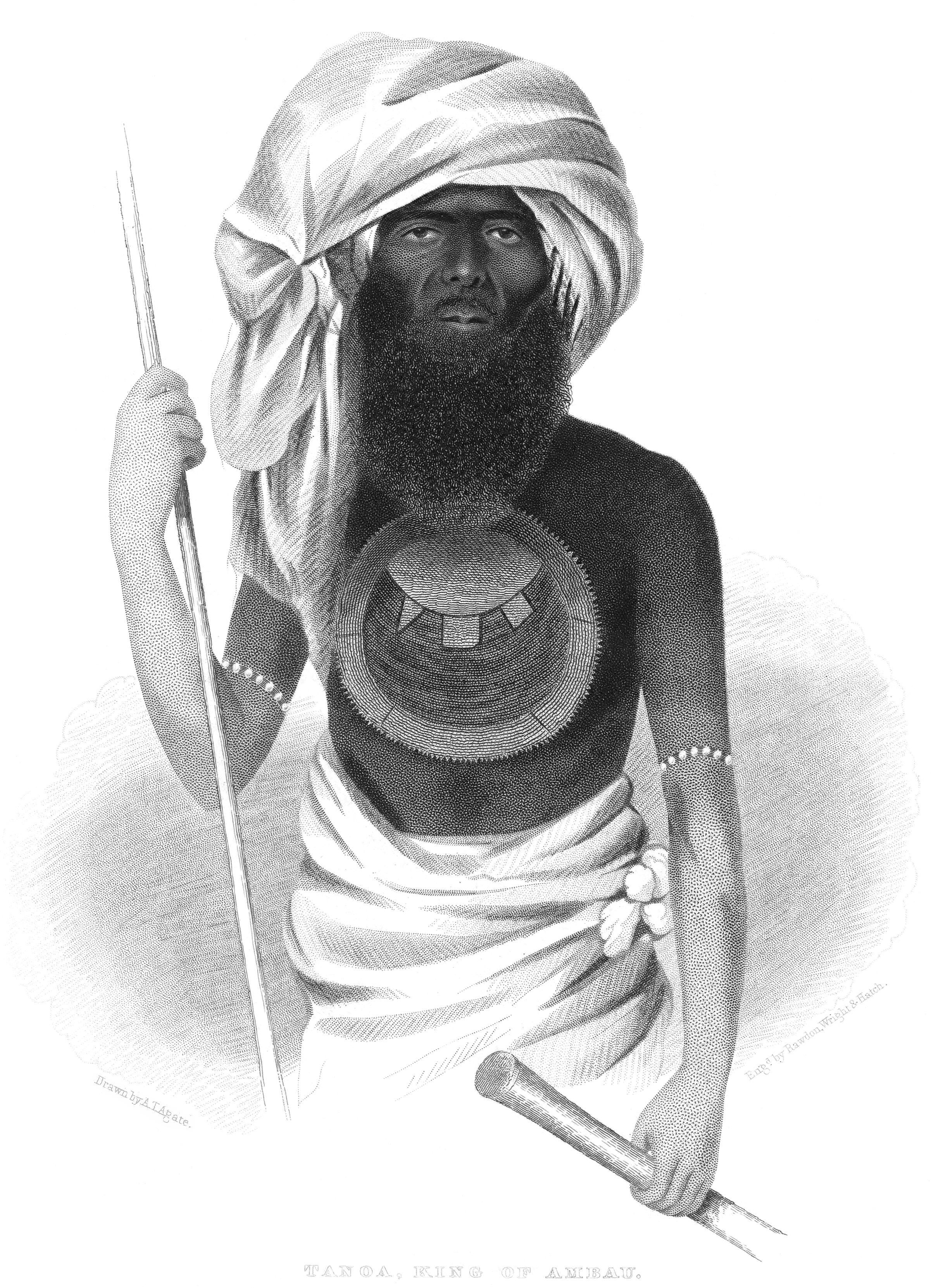
Một người Ấn Độ tại Fiji năm 1874.

Quần đảo này do A. Tasman khám phá năm 1643, J. Cook thám hiểm năm 1774, trở thành thuộc địa của Anh năm 1874. Fiji giành được độc lập năm 1970 và là thành viên của Khối Liên hiệp Anh.
Người Ấn Độ, con cháu của những người lao động trước đây do thực dân Anh đem sang để trồng mía, kiểm soát quyền hành về kinh tế và người Fiji bản địa vẫn là những người chủ sở hữu đất đai. Đảng Liên minh của người Fiji cầm quyền từ năm 1970, nhưng bị mất đa số phiếu trong cuộc tuyển cử năm 1987.
Tuy nhiên, Đại tá Sitiveni Rabuka, được sự ủng hộ của các thủ lĩnh người Fiji theo chủ nghĩa truyền thống, đã chiếm quyền và tuyên bố thành lập nền cộng hòa. Fiji bị tẩy chay khỏi Khối liên hiệp Anh và gia nhập lại năm 1997.
Tháng 5 năm 1999, lãnh đạo nghiệp đoàn, Mahendra Pal Chaudbry, đại diện cho liên minh với đa số thành viên thuộc đảng Lao động, giành thắng lợi trong cuộc bầu cử Quốc hội và thay thế Sitiveni Rabuka lãnh đạo Chính phủ. Tháng 5 năm 2000, thủ tướng, các viên chức trong Chính phủ và các đại biểu Quốc hội bị bắt làm con tin trong một cuộc đảo chính theo sự xúi giục của George Speight. Ít lâu sau, G. Speight tự tuyên bố trở thành quyền Thủ tướng và lập Chính phủ mới. Trước tình hình khủng hoảng này, Thủ tướng M. Pal Chaudhry đồng ý từ chức. Tuy nhiên, nhóm đảo chính từ chối phóng thích các con tin và đe dọa sẽ giết họ nếu lực lượng quân đội trung thành với Chính phủ ra tay can thiệp.
Nguyên thủ quốc gia và những thủ lĩnh các bộ tộc thuộc Đại hội đồng lên án cuộc đảo chính nhưng không kết án động cơ của nhóm đảo chính, đồng ý ân xá cho những người tham gia đảo chính và lập một chính phủ chuyển tiếp. Việc những thủ lĩnh quân sự gốc người Melanesia bãi bỏ hiến pháp đa sắc tộc kéo theo việc tẩy chay Fiji ra khỏi Khối liên hiệp Anh.
Chuẩn Đô đốc Frank Bairimarama ban bố tình trạng thiết quân luật, nắm lại quyền kiểm soát tình hình trong nước và bổ nhiệm Ratu Epeli Nailatihau làm Thủ tướng. Năm 2001, Tòa thượng thẩm Fiji lập lại Hiến pháp năm 1997 trong đó bảo đảm quyền bình đẳng giữa người Melanesia và người Fiji.

## Chính trị
Fiji chính là thuộc địa của Anh và trở thành nước Cộng hòa vào năm 1987. Hiện nay Fiji đang trong quá trình cải cách chính trị theo hướng dân chủ hóa. Tổng thống có nhiệm kỳ 5 năm. Quốc hội gồm Hạ viện và Thượng viện.
Các đảng chính ở Fiji là Đảng Liên minh - Alliance Party (AP); Công đảng Fiji (Fiji Labour Party) và Đảng Liên đoàn Quốc gia.
Trong nhiều năm qua, mâu thuẫn giữa người Fiji bản địa và người Fiji gốc Ấn đã gây ra tình trạng bất ổn thường xuyên, là nguyên nhân chính của 4 cuộc đảo chính quân sự tại Fiji. Cuộc đảo chính gần đây nhất diễn ra vào năm 2006. Tại cuộc đảo chính này, Tư lệnh quân đội, tướng Bai-ni-ma-ra-ma, lật đổ Thủ tướng Laisenia Qarase, lên nắm quyền, trở thành Thủ tướng lâm thời.
Ngày 9 tháng 4 năm 2009, Toà án Tối cao Fiji tuyên bố chính quyền lâm thời của Thủ tướng (kiêm Tổng tư lệnh quân đội) Bai-ni-ma-ra-ma, người đã lãnh đạo cuộc đảo chính năm 2006 lật đổ Thủ tướng dân bầu Qarase là bất hợp pháp. Toà án cũng ra phán quyết yêu cầu trong khi chờ đợi tổ chức Tổng tuyển cử, Tổng thống Fiji không được bổ nhiệm cả ông Bai-ni-ma-ra-ma và ông Qarase làm Thủ tướng tạm quyền. Ngay sau đó, ông Bai-ni-ma-ra đã tuyên bố từ chức Thủ tướng lâm thời.
Ngày 10 tháng 4 năm 2009, Tổng thống Fiji Ra-tu I-loi-lô ra tuyên bố miễn nhiệm tất cả các thẩm phán của Toà án tối cao, bãi bỏ hiến pháp, tự tái bổ nhiệm mình làm Tổng thống, hoãn Tổng tuyển cử đến năm 2014, đồng thời ban bố tình trạng khẩn cấp 30 ngày trên cả nước. Sang ngày 11 tháng 4 năm 2009, Tổng thống I-loi-lô tuyên bố tái bổ nhiệm ông Bai-ni-ma-ra-ma làm Thủ tướng tạm quyền trong vòng 5 năm. Cùng ngày, ông Bai-ni-ma-ra-ma và toàn bộ nội các cũ đã tuyên thệ nhậm chức trở lại.

## Đối ngoại
Fiji duy trì quan hệ hữu nghị và hợp tác với tất cả các nước. Fiji một mặt tiếp tục duy trì quan hệ truyền thống với Anh (thuộc Liên hiệp Anh), mặt khác coi trọng quan hệ với các nước Nam Thái Bình Dương và phát triển quan hệ với các nước lớn có tầm quan trọng về kinh tế với Fiji; đồng thời đang vận động để tham gia APEC và quay lại với Thịnh vượng chung.
Fiji tích cực hoạt động trong Diễn đàn Nam Thái Bình Dương (the South Pacific Forum) và là trụ sở của nhiều tổ chức trong khu vực, trong đó có Ban thư ký của Diễn đàn NTBD, trường Đại học NTBD... Fiji là thành viên của Liên hợp quốc. Fiji có quan hệ lịch sử lâu đời với Úc và New Zealand. Fiji giữ lập trường chống lại các vụ thử hạt nhân cũng như chứa chất thải hạt nhân tại khu vực Thái Bình Dương.
Trong những năm gần đây, Fiji đang cố gắng đa dạng hóa quan hệ đối ngoại, chú trọng thúc đẩy quan hệ với khu vực Đông Nam Á, châu Á. Năm 2018, Chủ tịch Quốc hội Jico Fatafehi Luveni cùng các đại biểu Quốc hội Fiji đã đến Việt Nam tham dự Hội nghị thường niên lần thứ 26 của Diễn đàn Nghị viện châu Á-Thái Bình Dương (APPF-26) và thăm chính thức Việt Nam. Fiji từng ủng hộ Việt Nam tại các cơ chế hợp tác của Liên hợp quốc và tuyên bố công nhận quy chế thị trường đầy đủ của Việt Nam. Việt Nam sẽ hợp tác, chia sẻ kinh nghiệm, hỗ trợ đào tạo, cử chuyên gia sang Fiji giảng dạy, hướng dẫn kỹ thuật trong những lĩnh vực mà Việt Nam có khả năng, phát triển nông nghiệp và bảo đảm an ninh lương thực, ngư nghiệp, xây dựng cơ sở hạ tầng, y tế trong khuôn khổ song phương và đa phương, với sự hỗ trợ của một nước thứ ba hoặc một tổ chức quốc tế.

## Phân chia hành chính
Fiji được chia thành 4 khu vực hành chính và chúng được chia tiếp thành 14 tỉnh và một khu phụ thuộc:
- Trung tâm gồm 5 tỉnh là Naitasiri, Namosi, Rewa, Serua và Tailevu
- Đông gồm 3 tỉnh là Kadavu, Lau, Lomaiviti và khu phụ thuộc Rotuma.
- Bắc gồm 3 tỉnh là Macuata, Cakaudrove và Bua, nằm toàn bộ trên đảo Vanua Levu.
- Tây gồm 3 tỉnh là Ba, Nadroga-Navosa và Ra.

## Địa lý

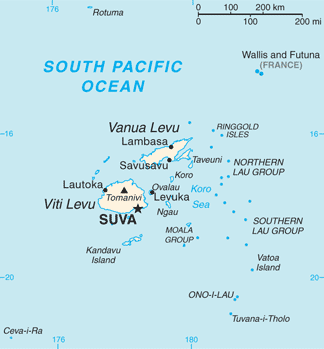
Bản đồ Fiji

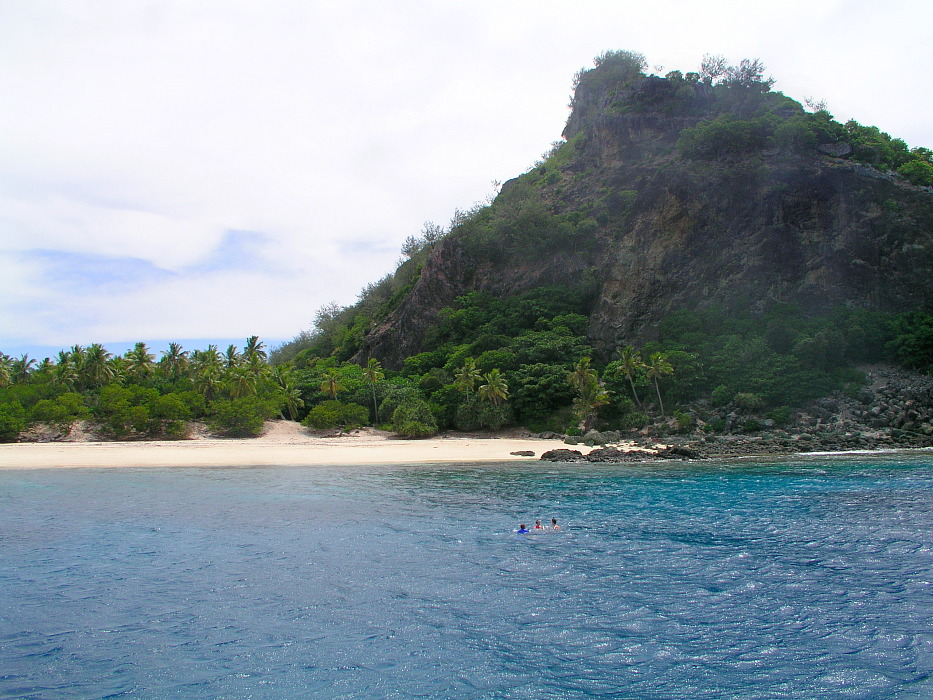
Cảnh quan tại Monuriki

Fiji có 322 đảo lớn và vừa (trong đó 106 đảo có cư dân sinh sống) cùng 522 đảo nhỏ. Hai đảo quan trọng nhất là Viti Levu và Vanua Levu. Các đảo này có địa hình miền núi, với các đỉnh cao tới 1.300 m (4.250 ft), được che phủ bởi rừng nhiệt đới. Viti Levu là nơi có thủ đô Suva, và là nơi sinh sống của gần 75% dân số. Các thành thị quan trọng khác có Nadi (nơi có sân bay quốc tế), và thành pố lớn thứ hai là Lautoka (nơi có nhà máy đường lớn và hải cảng). Các thị trấn chính tại Vanua Levu là Labasa và Savusavu. Các đảo và nhóm đảo khác bao gồm Taveuni và Kadavu (đảo lớn thứ ba và thứ tư), nhóm Mamanuca (ngay ngoài khơi Nadi) và nhóm Yasawa, là các điểm đến thu hút du khách, nhóm Lomaiviti nằm ngoài khơi Suva, và nhóm Lau hoang vắng. Rotuma, khoảng 500 km (310 dặm Anh) ở phía bắc quần đảo, có địa vị hành chính đặc biệt tại Fiji. Quốc gia nằm gần Fiji nhất là Tonga. Khí hậu tại Fiji là nhiệt đới nóng suốt cả năm.

## Kinh tế
Nông nghiệp tập trung vào các loại cây trồng phục vụ xuất khẩu (mía, lúa, sắn, dừa, củ từ). Bên cạnh nghề đánh bắt cá biển truyền thống, các ngành công nghiệp dệt và công nghiệp chế biến nông thực phẩm phát triển mạnh.
Quần đảo Fiji có các mạch quặng chứa vàng (đảo Viti Levu) và mangan. Thủ đô Suva trở thành một phi cảng và hải cảng quan trọng đối với các tuyến đường ở Thái Bình Dương, tạo điều kiện phát triển du lịch. Trường đại học Nam Thái Bình Dương được xây dựng ở thủ đô Suva và được các nước trong vùng tài trợ.
Fiji, được thiên nhiên phú cho rừng, khoáng sản và các nguồn tài nguyên cá, là một trong các nền kinh tế phát triển nhất tại các đảo Thái Bình Dương, mặc dù vẫn chủ yếu là các lĩnh vực tự cung tự cấp. Fiji đã trải qua một thời kỳ phát triển nhanh trong các thập niên 1960 và 1970 nhưng bị đình trệ trong thập niên 1980. Đảo chính năm 1987 đã làm nền kinh tế suy yếu hơn. Tự do hóa kinh tế trong những năm sau đảo chính đã tạo ra một sự bùng nổ trong công nghiệp may mặc và một tốc độ phát triển đều đặn mặc dù có sự không vững chắc trong phát triển của việc phát canh đất trong công nghiệp mía đường. Sự đáo hạn của các hợp đồng thuê mướn đất cho các trang trại mía đường (cùng với sự suy giảm hiệu quả của các trang trại và xí nghiệp) đã dẫn tới sự sụt giảm trong sản xuất đường mặc dù được trợ giá. Trợ cấp mía đường được Liên minh châu Âu tài trợ và Fiji là quốc gia hưởng lợi nhiều hàng thứ hai từ nguồn này, chỉ sau Mauritius.
Đô thị hóa và mở rộng trong lĩnh vực dịch vụ đã góp phần vào tăng trưởng của GDP gần đây. Xuất khẩu đường và công nghiệp du lịch phát triển nhanh— với 430.800 du khách trong năm 2003 và tăng mạnh trong những năm sau đó — là các nguồn chính để thu hút ngoại tệ. Fiji phụ thuộc nhiều vào du lịch để có thu nhập. Chế biến đường chiếm một phần ba các hoạt động công nghiệp. Các vấn đề dài hạn bao gồm đầu tư thấp và quyền sở hữu tài sản không chắc chắn. Biến động chính trị tại Fiji đã ảnh hưởng tiêu cực lên nền kinh tế, làm nó suy giảm 2,8% năm 2000 và chỉ tăng 1% năm 2001. Mặc dù lĩnh vực du lịch đã phục hồi nhanh, với lượng du khách đến đã phục hồi lại ngang mức trước đảo chính ngay trong năm 2002, nhưng nó chỉ tạo ra sự phục hồi kinh tế khiêm tốn. Sự phục hồi này tiếp tục trong năm 2003 và 2004 nhưng chỉ có 1,7% năm 2005 và 2,0% năm 2006. Mặc dù lạm phát thấp, nhưng chính sách về tiền tệ của Ngân hàng trung ương Fiji đã nâng mức lạm phát từ 1% thành 3,25% trong tháng 2 năm 2006 do các e ngại về sự tiêu dùng thái quá bằng tín dụng. Lãi suất thấp cũng không tạo ra được sự đầu tư lớn hơn để xuất khẩu. Tuy nhiên, đã có sự bùng nổ về nhà cửa do việc hạ thấp lãi suất vay thế chấp thương mại.Tòa nhà cao nhất Fiji là tòa nhà 14 tầng của Ngân hàng trung ương Fiji tại Suva, được khánh thành năm 1984. Trung tâm thương mại trung tâm Suva, mở cửa tháng 11 năm 2005, ban đầu được dự kiến xây cao hơn tòa nhà của Ngân hàng trung ương với 17 tầng, nhưng đã có sự thay đổi thiết kế vào phút cuối làm cho tòa nhà của Ngân hàng trung ương vẫn là cao nhất cho tới năm 2009.
Tôn giáo ở Fiji gồm: Cơ Đốc giáo, Hồi giáo và Ấn Độ giáo.